# 히카리 (열차)
히카리(일본어: ひかり)는 도카이 여객철도와 서일본 여객철도가 도카이도 신칸센, 산요 신칸센의 도쿄 ~ 하카타간에 운행되고 있는 특별 등급 열차의 애칭이다. 히카리의 경우 일본어로 빛을 의미하며, 열차 등급을 표시하는 고유색은 빨간색이다.

## 역사

### 남만주철도시절
1923년에 부산에서 창춘간 급행열차로 신설했다. 1934년에 만주국의 수도 신징까지 연장했다. 1940년부터 1942년까지 하얼빈까지 운행했으나 1945년에 소련군의 만주국 침공으로 인해 운행이 어렵게 되면서 전면 중단되었다.

### 일본국유철도시절
1958년 4월 25일에 규슈 하카타에서 벳푸까지 운행한 특급열차로 신설했다. 같은 해 5월에 정기열차로 전환되었고 1959년에 일부 시간대 미야코노조까지 연장 운행했다.
1960년에 다이야 개정과 함께 오이타 ~ 벳푸, 니시가고시마 노선으로 분리되었고 1962년에 니시가고시마 방면으로 가는 노선이 급행으로 전환되었다. 1964년 9월 30일 도카이도 신칸센 개통과 동시에 폐지되었다.

### 신칸센시절
1964년 10월 1일 도카이도 신칸센이 개통과 동시에 도쿄 ~ 신오사카를 연결한 열차로 나고야, 교토만 정차했다. 운전 개시 당시 각 역에 정차하는 고다마와 함께 꿈의 초특급으로 불렸다. 1969년에 12량에서 16량으로 증결했다.
1972년 3월 15일 산요 신칸센이 개통되면서 오카야마 구간이 연장되었다. 1974년 9월 5일에 식당차 영업이 시작되었다. 1975년 3월 10일 하카타 연장에 대응해서 운전 구간이 연장하면서 길게 도카이도 신칸센, 산요 신칸센의 전 구간을 운행했다. 1976년에 신요코하마, 시즈오카를 정차하게 되었다. 1980년에 오다와라, 하마마쓰, 도요하시, 미시마만 정차하는 HK 히카리(일본어: HK ひかり)를 신설했다. 1985년에 아타미, 미시마를 추가로 정차하기 시작했다.
한편 산요 신칸센 구간에서 개통 초기부터 정차역이 많은 열차와 적은 열차가 설정되면서 열차 대수도 고다마의 운행 열차 대수를 크게 증차 시키면서, 열차에 대해선 같은 등급이나 속달형 열차와 통과형 열차의 2대의 측면을 가졌다. 또한 교토 ~ 하카타 구간이 한 때 각역 정차하는 다이야도 존재했다.
1987년 4월, 일본국유철도가 JR로 민영화가 되면서 도카이도 신칸센는 도카이 여객철도(이하 JR 도카이)가 담담하게 되었고 산요 신칸센의 경우 서일본 여객철도(이하 JR 서일본)가 담당하고 있다. 또한 양사간 상호 직결 운행에 의해 한동안 운행 체제를 유지했다. 1988년에 웨스트 히카리(일본어: ウエストひかり)를 신설했다. 1989년 3월 11일에 서일본여객철도에서 그랜드 히카리(일본어: グランドひかり)를 신설했다. 1990년에 300계 시제차가 생산되면서 슈퍼 히카리(일본어: スーパーひかり)란 명칭이 생겼다. 1991년에 셔틀 히카리(일본어: シャトルひかり)를 신설했다.
1992년 노조미가 운행하면서 속달형 열차인 노조미를 보완하는 도중역 통과형 열차의 개정되었다. 그와 동시에 300계 차량이 운행하기 시작했다. 1996년에 나고야 ~ 신오사카 구간에 최고 영업 속도 270km로 조정되었다. 1997년에 다이야 개정으로 셔틀 히카리(일본어: シャトルひかり)가 폐지되었다. 2000년 3월 11일에 히카리 레일스타(일본어: ひかりレールスター)를 도입과 동시에 웨스트 히카리(일본어: ウエストひかり)가 폐지에 이어 그랜드 히카리(일본어: グランドひかり)의 식당차 영업이 중단되었다. 2002년 11월에 그랜드 히카리(일본어: グランドひかり)는 신오사카 ~ 하카타 구간 운행을 끝으로 운행이 종료되었다. 운행 종료 기념으로 식당차 영업이 잠시 재개되었다. 2003년 9월 16일에 도카이도 신칸센 구간에 100계 16량 편성 운행을 종료되었다. 같은 해 10월에 전 구간 운행 시 최고 영업 속도 270km로 조정되었다. 2006년 3월에 다이야 개정으로 히카리 레일스타 운행 시 왕복 2회 미하라에 추가로 정차하게 되었다.
2008년 3월에 다이야 개정으로 출근 시간대에 한해 신요코하마 ~ 히로시마 구간만 운행하는 노선과 퇴근 시간대에 한해 도쿄 ~ 나고야 구간만 운행하는 노선 신설과 동시에 N700계 차량이 투입되었다.
2011년 3월에 다이야 개정으로 16량 편성의 경우 3호차에서 2호차로 금연석이 변경되었고 히카리 레일스타의 경우 자유석에 금연석으로 변경되었다. 같은 해 3월 12일, 큐슈 신칸센의 열차 등급인 미즈호 및 사쿠라가 산요 신칸센과 상호 직결 운행을 개시했다. 2012년 3월에 다이야 개정으로 3월 16일에 100계, 300계 차량을 퇴역했고 히카리 레일스타(일본어: ひかりレールスター)를 운행하는 모든 열차가 금연을 시행하고 있다. 또한 출근 시간대 1회 운행 시 오카야마 ~ 히로시마 구간에 500계 차량 운행을 시작했다. 2013년 3월 다이야 개정으로 500계 차량 운행이 종료되었다. 같은 해 편도 1회 운행 시 나고야 ~ 히로시마를 잇는 노선이 하카타로 연장되었다. 2017년 3월 다이야 개정으로 도카이도 신칸센 구간에 모든 열차 운행 시 N700계로 단일화가 되었다. 2018년 3월 17일 다이야 개정으로 고다마 763호(오카야마 ~ 히로시마)가 히카리 481호(도쿄 ~ 오카야마)와 통합과 동시에 오카야마 ~ 히로시마 구간이 연장되었다.

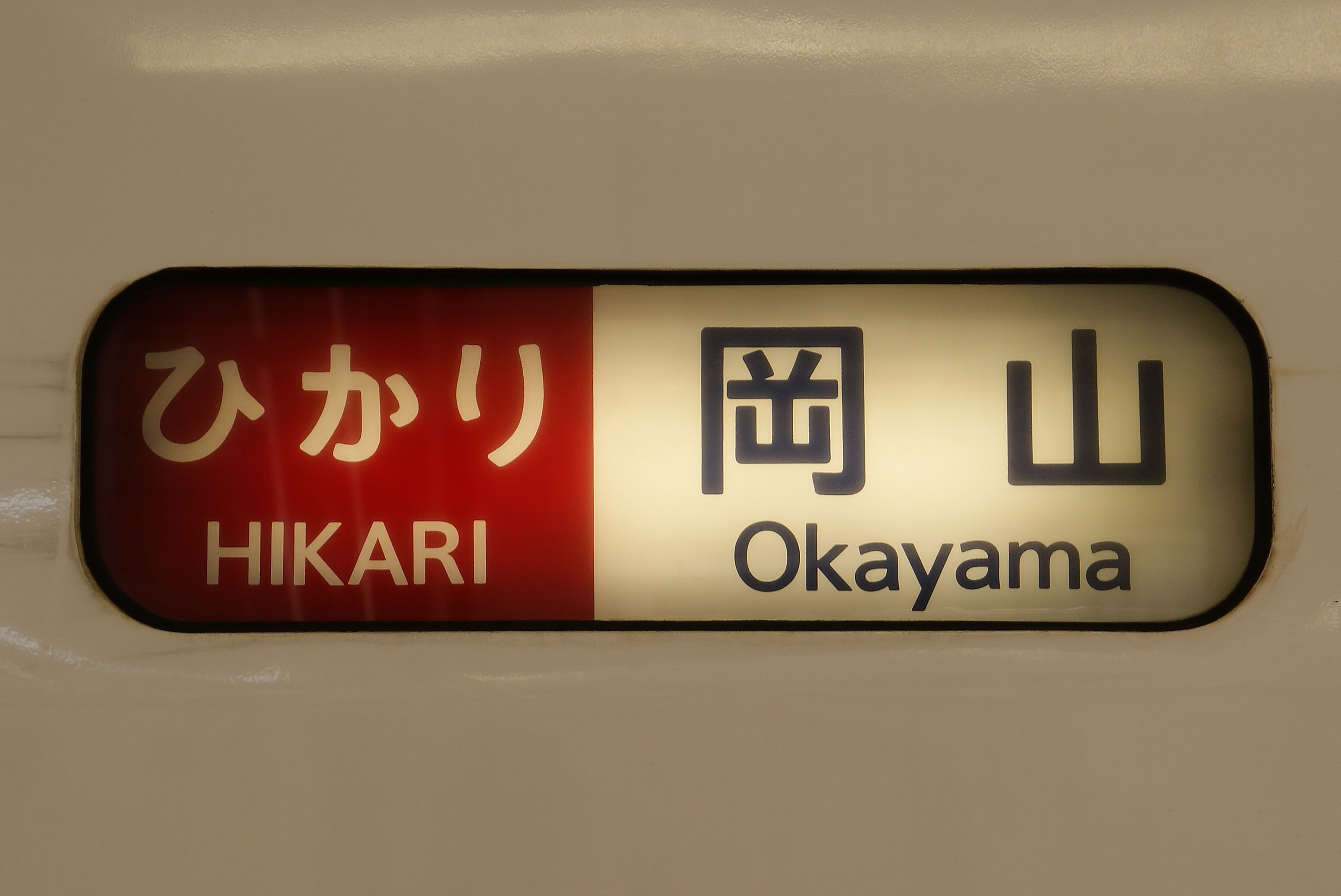
히카리 행선지
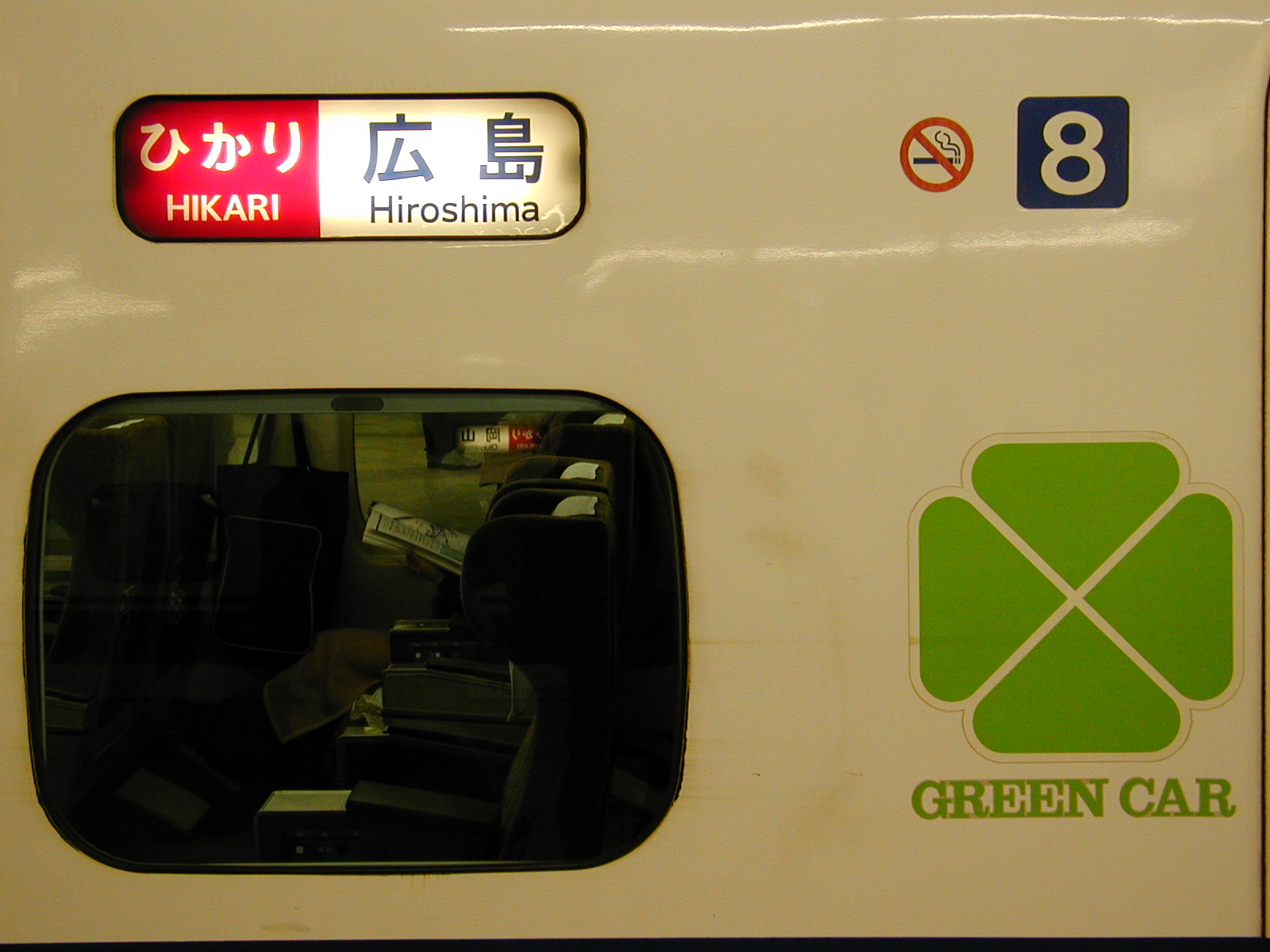
히카리 그린차 마크

## 운행 현황
| 운행 노선       | 열차 번호     | 운행 구간                 | 차량   | 비고 |
| --------------- | ------------- | ------------------------- | ------ | ---- |
| 도카이도 & 산요 | 500호 ~ 522호 | 도쿄 ~ 오카야마, 히로시마 | N700계 |      |
| 도카이도 & 산요 | 531호         | 나고야 ~ 히로시마         | N700계 |      |
| 도카이도 & 산요 | 533호         | 신요코하마 ~ 히로시마     | N700계 |      |
| 도카이도 & 산요 | 535호         | 나고야 ~ 하카타           | N700계 |      |
| 도카이도 & 산요 | 630호 ~ 669호 | 도쿄 ~ 나고야, 신오사카   | N700계 |      |

1. ↑  460호, 481호 열차만 해당된다.
2. ↑  첫차 시간대에 운행한다.
3. ↑  500호, 502호, 537호, 539호 열차만 해당된다.

## 정차역
기본적으로 도카이도 신칸센의 히카리는 도쿄에서 발착하여, 신요코하마, 시즈오카, 하마마츠, 나고야, 교토, 신오사카에는 반드시 정차하며 오카야마가 종점이다. 그 외에는 다양한 정차패턴이 나오므로 탑승 시 주의해야 한다.
| 운행 횟수                                                                                            | 도쿄 | 시나가와 | 신요코하마 | 오다와라 | 아타미 | 미시마 | 신후지 | 시즈오카 | 가케가와 | 하마마쓰 | 도요하시 | 미카와안조 | 나고야 | 기후하시마 | 마이바라 | 교토 | 신오사카 | 신코베 | 니시아카시 | 히메지 | 아이오이 | 오카야마 | 신쿠라시키 | 후쿠야마 | 신오노미치 | 미하라 | 히가시히로시마 | 히로시마 | 신이와쿠니 | 도쿠야마 | 신야마구치 | 아사 | 신시모노세키 | 고쿠라 | 하카타 | 비고                      |
| --- | ---- | -------- | ---------- | -------- | ------ | ------ | ------ | -------- | -------- | -------- | -------- | ---------- | ------ | ---------- | -------- | ---- | -------- | ------ | ---------- | ------ | -------- | -------- | ---------- | -------- | ---------- | ------ | -------------- | -------- | ---------- | -------- | ---------- | ---- | ------------ | ------ | ------ | ------------------------- |
| 하행 4회 상행 5회                                                                                    | ●    | ●        | ●          | ↔        | ↔      | ●      | ↔      | ●        | ↔        | ●        | ↔        | ↔          | ●      | ↔          | ↔        | ●    | ●        | ●      | ●          | ●      | ●        | ●        |            |          |            |        |                |          |            |          |            |      |              |        |        |                           |
| 하행 4회 상행 4회                                                                                    | ●    | ●        | ●          | ↔        | ↔      | ↔      | ↔      | ●        | ↔        | ●        | ↔        | ↔          | ●      | ↔          | ↔        | ●    | ●        | ●      | ●          | ●      | ●        | ●        |            |          |            |        |                |          |            |          |            |      |              |        |        |                           |
| 하행 2회 상행 2회                                                                                    | ●    | ●        | ●          | ↔        | ●      | ↔      | ↔      | ●        | ↔        | ●        | ↔        | ↔          | ●      | ↔          | ↔        | ●    | ●        | ●      | ●          | ●      | ●        | ●        |            |          |            |        |                |          |            |          |            |      |              |        |        |                           |
| 하행 1회                                                                                             | ●    | ●        | ●          | →        | →      | ●      | →      | ●        | →        | ●        | →        | →          | ●      | →          | →        | ●    | ●        | ●      | ●          | ●      | ●        | ●        | →          | ●        | →          | →      | →              | ●        |            |          |            |      |              |        |        | 왕복 2회 히로시마 시종착1 |
| 상행 1회                                                                                             | ●    | ●        | ●          | ←        | ●      | ←      | ←      | ●        | ←        | ●        | ←        | ←          | ●      | ←          | ←        | ●    | ●        | ●      | ●          | ●      | ●        | ●        | ←          | ●        | ←          | ←      | ←              | ●        |            |          |            |      |              |        |        | 왕복 2회 히로시마 시종착1 |
| 하행 6회 상행 6회                                                                                    | ●    | ●        | ●          | ●        | ↔      | ↔      | ↔      | ↔        | ↔        | ↔        | ↔        | ↔          | ●      | ●          | ●        | ●    | ●        |        |            |        |          |          |            |          |            |        |                |          |            |          |            |      |              |        |        |                           |
| 하행 6회 상행 6회                                                                                    | ●    | ●        | ●          | ↔        | ↔      | ↔      | ↔      | ↔        | ↔        | ●        | ↔        | ↔          | ●      | ●          | ●        | ●    | ●        |        |            |        |          |          |            |          |            |        |                |          |            |          |            |      |              |        |        |                           |
| 하행 1회 상행 3회                                                                                    | ●    | ●        | ●          | ↔        | ↔      | ↔      | ↔      | ●        | ↔        | ●        | ↔        | ↔          | ●      | ●          | ●        | ●    | ●        |        |            |        |          |          |            |          |            |        |                |          |            |          |            |      |              |        |        |                           |
| 하행 1회 상행 1회                                                                                    | ●    | ●        | ●          | ↔        | ↔      | ●      | ↔      | ●        | ↔        | ●        | ↔        | ↔          | ●      | ●          | ●        | ●    | ●        |        |            |        |          |          |            |          |            |        |                |          |            |          |            |      |              |        |        |                           |
| 하행 1회                                                                                             | ●    | ●        | ●          | ●        | →      | →      | →      | →        | →        | ●        | →        | →          | ●      | ●          | ●        | ●    | ●        |        |            |        |          |          |            |          |            |        |                |          |            |          |            |      |              |        |        |                           |
| 하행 1회                                                                                             | ●    | ●        | ●          | →        | ●      | →      | →      | ●        | →        | ●        | →        | →          | ●      | ●          | ●        | ●    | ●        |        |            |        |          |          |            |          |            |        |                |          |            |          |            |      |              |        |        |                           |
| 하행 1회                                                                                             | ●    | ●        | ●          | →        | →      | →      | →      | ●        | →        | →        | →        | →          | ●      | ●          | ●        | ●    | ●        |        |            |        |          |          |            |          |            |        |                |          |            |          |            |      |              |        |        |                           |
| 하행 1회                                                                                             | ●    | ●        | ●          | →        | →      | →      | →      | ●        | →        | ●        | ●        | →          | ●      | →          | →        | ●    | ●        |        |            |        |          |          |            |          |            |        |                |          |            |          |            |      |              |        |        | 주말 시간대 운행          |
| 상행 1회                                                                                             | ●    | ●        | ●          | ←        | ←      | ←      | ←      | ●        | ←        | ←        | ←        | ←          | ●      | ←          | ●        | ●    | ●        |        |            |        |          |          |            |          |            |        |                |          |            |          |            |      |              |        |        |                           |
| 상행 1회                                                                                             | ●    | ●        | ●          | ●        | ←      | ←      | ←      | ●        | ←        | ●        | ←        | ←          | ●      | ←          | ←        | ●    | ●        |        |            |        |          |          |            |          |            |        |                |          |            |          |            |      |              |        |        |                           |
| 하행 2회 상행 2회                                                                                    | ●    | ●        | ●          | ↔        | ↔      | ↔      | ↔      | ●        | ↔        | ●        | ●        | ↔          | ●      |            |          |      |          |        |            |        |          |          |            |          |            |        |                |          |            |          |            |      |              |        |        | 왕복 4회 운행             |
| 하행 1회                                                                                             |      |          | ●          | ●        | →      | →      | →      | ●        | →        | →        | →        | →          | ●      | →          | →        | ●    | ●        | ●      | ●          | ●      | →        | ●        | →          | ●        | →          | →      | →              | ●        |            |          |            |      |              |        |        | 하루 1회 편도 왕복 운행   |
| 하행 1회                                                                                             |      |          |            |          |        |        |        |          |          |          |          |            | ●      | ●          | ●        | ●    | ●        | ●      | →          | ●      | →        | ●        | →          | ●        | →          | →      | →              | ●        | →          | →        | →          | →    | ●            | ●      | ●      | 하루 1회 편도 왕복 운행   |
| 하행 1회                                                                                             |      |          |            |          |        |        |        |          |          |          |          |            | ●      | ●          | ●        | ●    | ●        | ●      | ●          | ●      | ●        | ●        | →          | ●        | →          | →      | →              | ●        |            |          |            |      |              |        |        | 하루 1회 편도 왕복 운행   |
| 1460호 열차의 경우 후쿠야마만 정차하는 반면 481호 열차의 경우 산요 신칸센 구간에 모든 역에 정차한다. |      |          |            |          |        |        |        |          |          |          |          |            |        |            |          |      |          |        |            |        |          |          |            |          |            |        |                |          |            |          |            |      |              |        |        |                           |
| ●＝정차；■＝일부 정차；↔＝통과                                                                       |      |          |            |          |        |        |        |          |          |          |          |            |        |            |          |      |          |        |            |        |          |          |            |          |            |        |                |          |            |          |            |      |              |        |        |                           |

## 기타 유형

### 그랜드 히카리
그랜드 히카리(일본어: グランドひかり)는 1989년 3월 11일에 신설된 명칭으로 당시 도쿄 ~ 하카타 구간을 운행 했으며 100계 차량을 운행했다. V편성으로 운행 했으며 도카이도 신칸센, 산요 신칸센 역사상 최초로 2층 차량이 도입과 동시에 식당차도 운영하기 시작했다. 기존 열차의 경우 시속 220km인 반면 이 열차는 산요 신칸센 노선에서 시속 230km로 운행했다. 1990년에 다이야 개정으로 왕복 3회로 증편되었다. 1993년에 다이야 개정으로 왕복 8회로 증편되면서 일부 시간대 도쿄 ~ 히로시마, 오카야마, 신오사카까지 운행했다.
그러나 식당차의 수요가 급감하여, 2000년 3월 11일에 서비스가 중단되었고 운행 구간도 히로시마 ~ 하카타 구간이 단축되었다. 2002년 5월 18일에 정규 노선
운행이 중단되었고 같은 해 11월 23일 안녕, 그랜드 히카리(일본어: さよなら, グランドひかり) 563호, 568호(신오사카 ~ 하카타, V2편성)의 운행을 끝으로 종료되었다.

### 셔틀 히카리
셔틀 히카리(일본어: シャトルひかり)는 1991년에 신설된 명칭으로 당시 오카야마역, 히로시마 ~ 하카타 구간을 운행 했으며 0계 차량을 운행했다. 1997년 11월에 다이야 개정으로 폐지되었다.

### 웨스트 히카리
웨스트 히카리(일본어: ウエストひかり)는 1988년에 신설된 명칭으로 당시 신오사카 ~ 하카타 구간을 운행 했으며 0계 차량을 운행했다. 초기 편성 당시 6량으로 운행 했으나 1989년에 12량으로 증편 되었고, 차량 내구 연한 만료에 의한 히카리 레일스타(일본어: ひかりレールスター) 등급의 등장과 700계 7000번대 차량 도입이 이루어지면서 2000년 4월 21일에 운행이 종료되었다.

### 위크앤드 히카리
위크앤드 히카리(일본어: ウィークエンドひかり)는 1992년에 신설된 명칭으로 당시 신오사카 ~ 히로시마 구간을 운행 했으며 0계 차량을 운행했다. 하카타까지 운행 시 16량 편성으로 운행했다.

### 패밀리 히카리
패밀리 히카리(일본어: ファミリーひかり)는 1995년에 신설된 명칭으로 당시 신오사카 ~ 하카타 구간을 운행 했으며 0계 차량을 운행했다. 3호차의 경우 어린이 놀이 공간이 포함되었다.

### 히카리 레일스타
히카리 레일스타(일본어: ひかりレールスター)는 2000년 3월 11일에 서일본 여객철도가 항공사와 경쟁을 위해 다이야 개정으로 운행하기 시작했으며 산요 신칸센 노선만 운행했다. 700계 7000번대 차량을 도입했다. 이 열차는 8량 편성으로 최고 영업 속도 285km로 운행했다. 2011년에 큐슈 신칸센이 전구간 개통과 동시에 산요 신칸센과 상호 직결 운행이 가능한 사쿠라 열차가 도입이 되면서 운행 편수가 감소되면서 현재 모든 차량이 고다마 등급으로 운행하는 경우가 많아졌다.

### 히카리 하나노반파쿠
히카리 하나노반파쿠(일본어: ひかり花の万博号)는 1990년에 국제 꽃과 초록의 박람회 개최에 맞춰 운행한 열차로 도카이도 신칸센 구간만 운행했다.

## 소요 시간
| 18분                                | 신요코하마                          |                                     |                                                  |                                                 |                                     |                         |                   |          |
| 1시간 1분 (하행) 1시간 42분 (상행)  | 42분 (하행) 44분 (상행)             | 시즈오카                            |                                                  |                                                 |                                     |                         |                   |          |
| 1시간 44분 ~ 2시간 5분              | 1시간 25분 ~ 1시간 47분             | 45분 ~ 58분                         | 나고야                                           |                                                 |                                     |                         |                   |          |
| 2시간 38분 ~ 2시간 42분             | 2시간 19 분 ~ 2시간 24분            | 1시간 35분 ~ 1시간 51분             | 36분 ~ 53분                                      | 교토                                            |                                     |                         |                   |          |
| 2시간 54분 ~ 3시간 13분             | 2시간 35분 ~ 2시간 57분             | 1시간 49분 ~ 2시간 9분              | 51분 ~ 1시간 9분                                 | 14분                                            | 신오사카                            |                         |                   |          |
| 3시간 38분 (상행) 3시간 39분 (하행) | 3시간 20분                          | 2시간 30분 (상행) 2시간 32분 (하행) | 1시간 32분 (상행) 1시간 33분 (하행)              | 55분 (상행) 56분 (하행)                         | 39분 (상행) 40분 (하행)             | 히메지                  |                   |          |
| 4시간 16분 (하행) 4시간 17분 (상행) | 3시간 57분 (하행) 3시간 59분 (상행) | 3시간 9분                           | 2시간 10분 (하행) 2시간 11분 (상행)              | 1시간 33분 (하행) 1시간 34분 (상행)             | 1시간 17분 (하행) 1시간 18분 (상행) | 33분 (하행) 35분 (상행) | 오카야마          |          |
| 5시간 27분 (상행)                   | 3시간 56분 (하행) 5시간 9분 (상행)  | 3시간 15분 (하행) 4시간 19분 (상행) | 2시간 30분 ~ 2시간 58분 (하행) 3시간 21분 (상행) | 1시간 45분 ~ 2시간12분 (하행) 2시간 44분 (상행) | 1시간 30분 ~ 2시간 28분             | 1시간 ~ 1시간 40분      | 39분 ~ 1시간 14분 | 히로시마 |

## 운행 열차
- 현재 운행하고 있는 히카리의 경우 도카이도 신칸센, 산요 신칸센 구간에서 운용하고 있으며 차량 사업소의 경우 도카이여객철도의 경우 도쿄 파출소 검사 차량소, 오사카 파출소 검사 차량소 소속이고 서일본여객철도의 경우 하카타 종합차량사업소 소속이다. 이 중 N700계 8량 편성의 경우 구마모토 종합 차량소 소속이다.

### 현재 운행하는 열차
- N700계
- N700S계

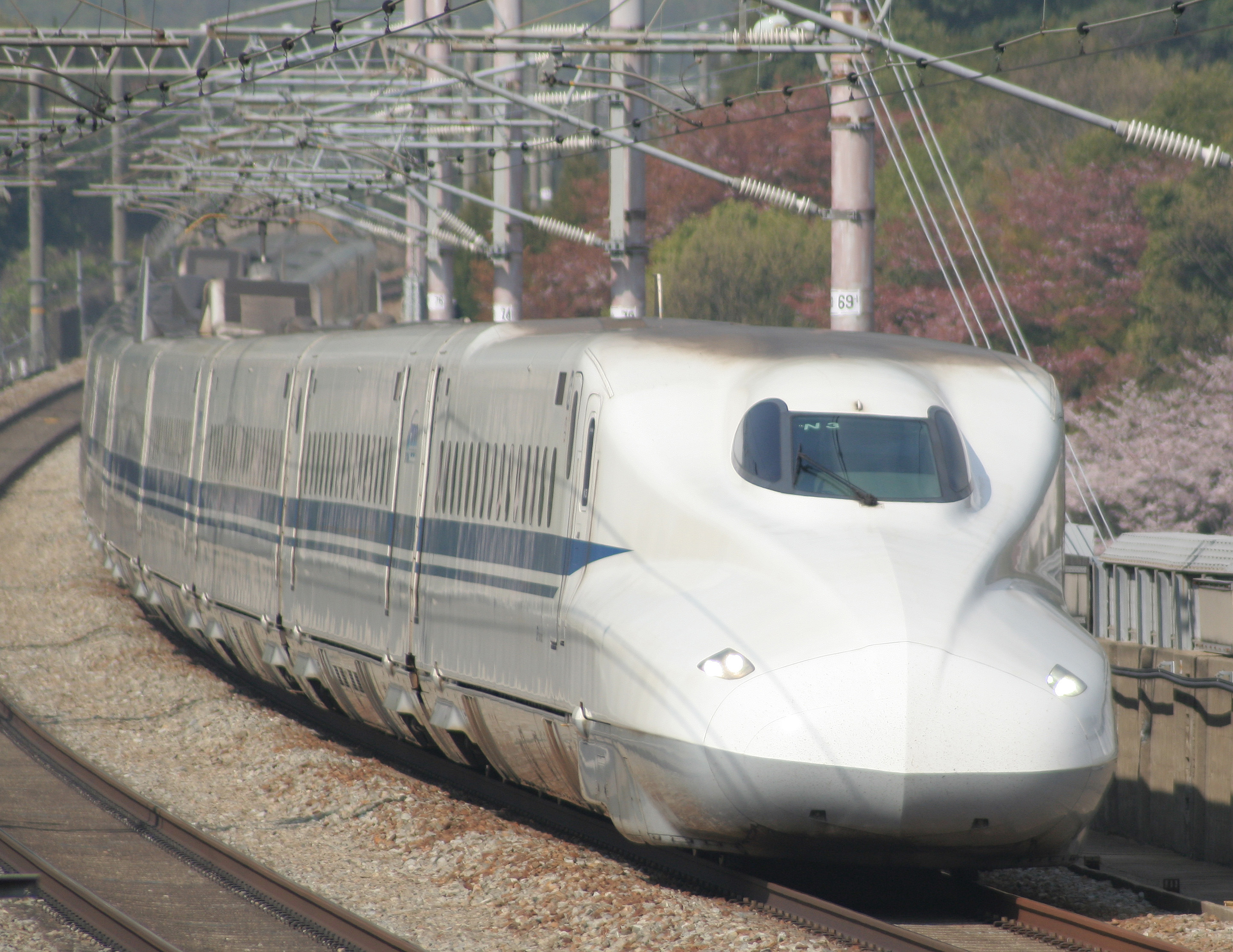
신칸센 N700계
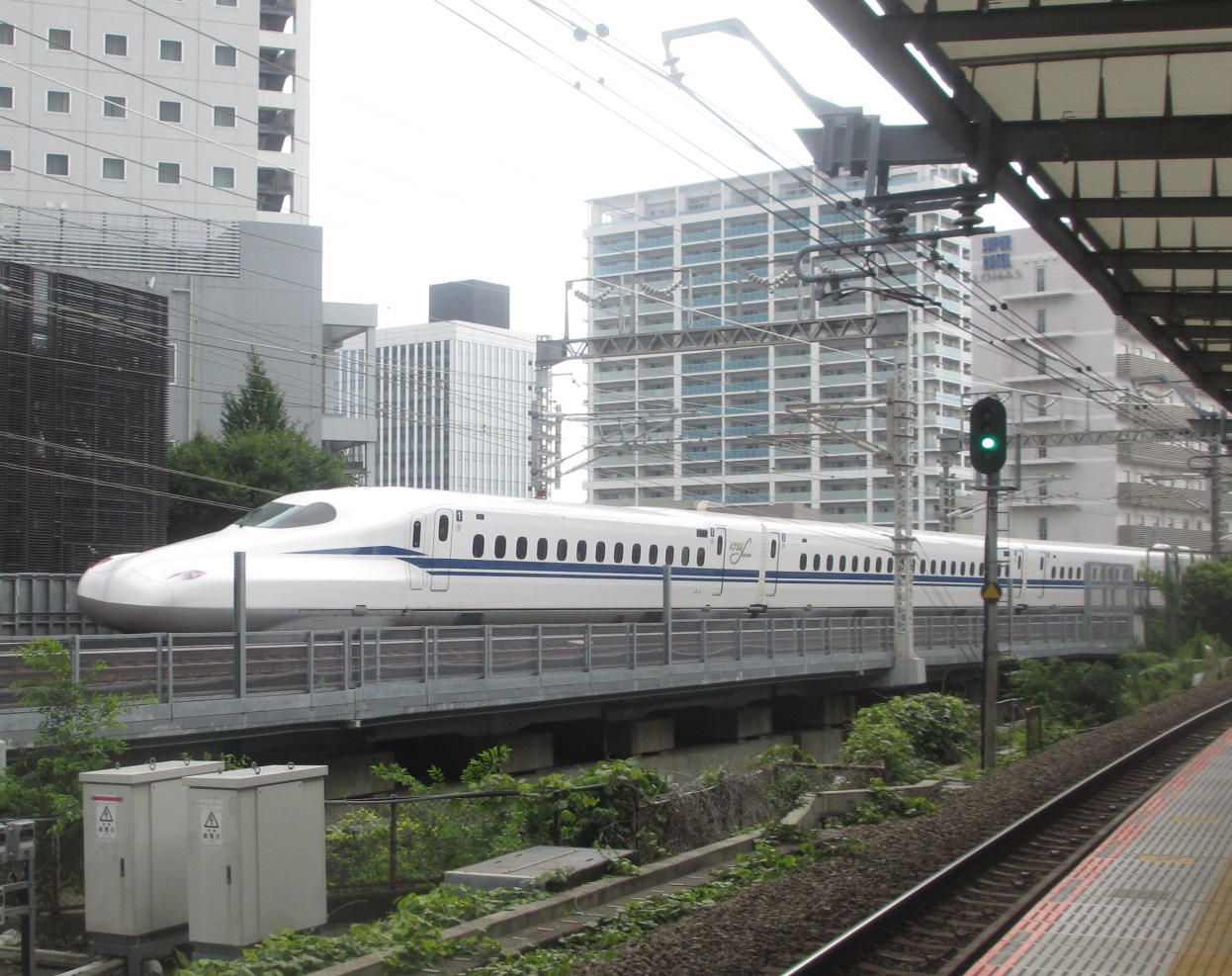
신칸센 N700S계

### 퇴역 및 과거 운행 열차
- 0계
- 100계
- 300계
- 500계
- 700계

신칸센 0계
신칸센 100계
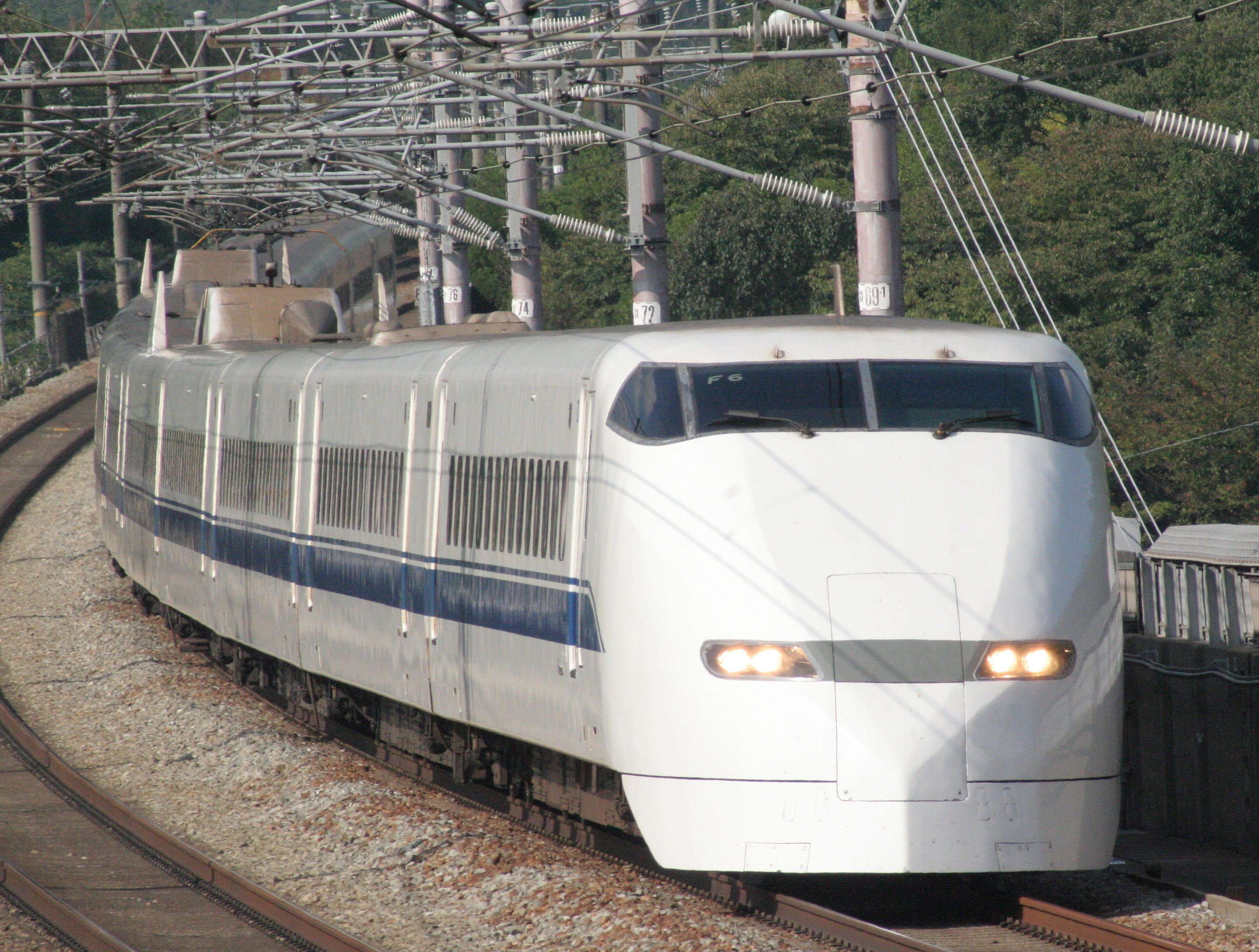
신칸센 300계
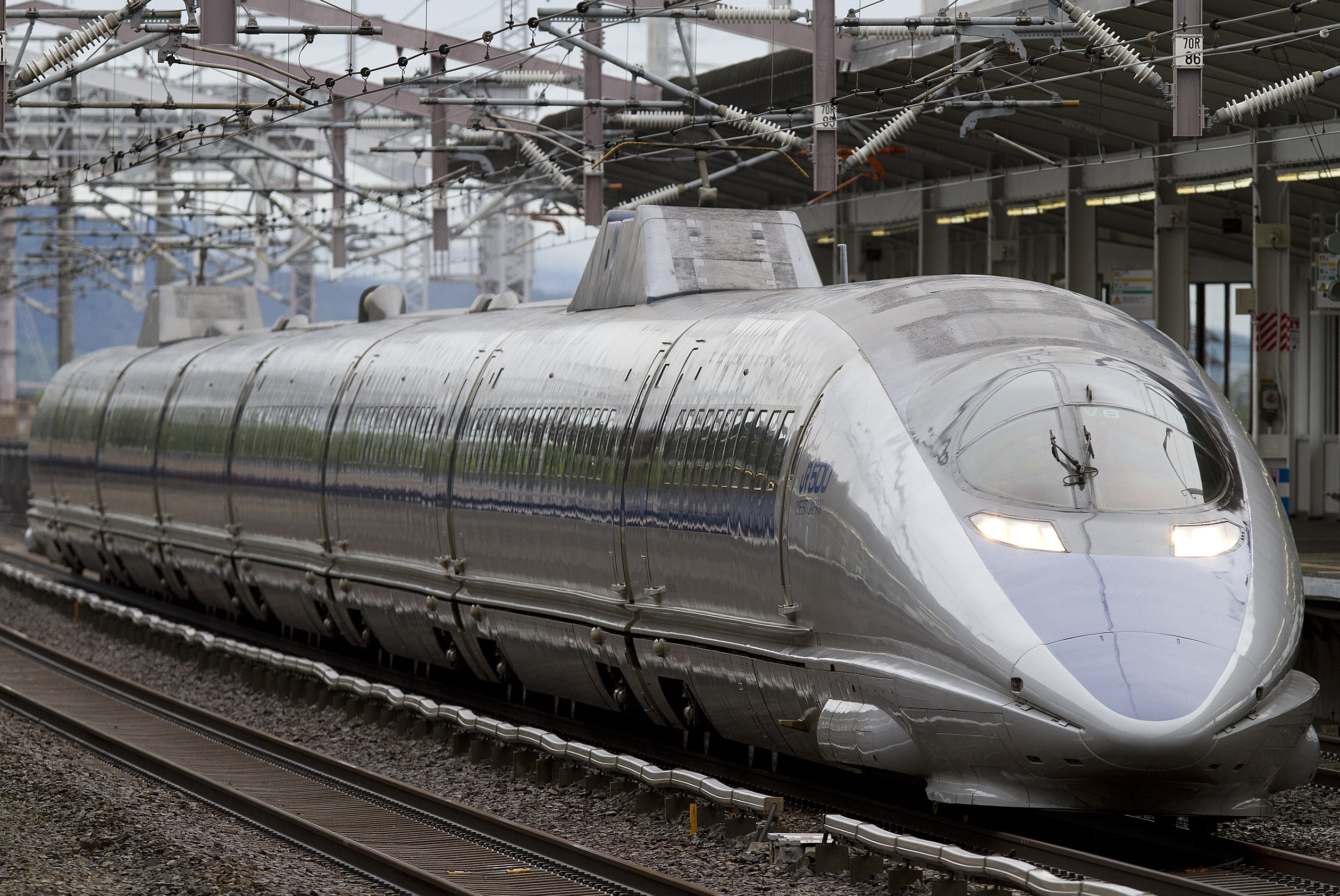
신칸센 500계
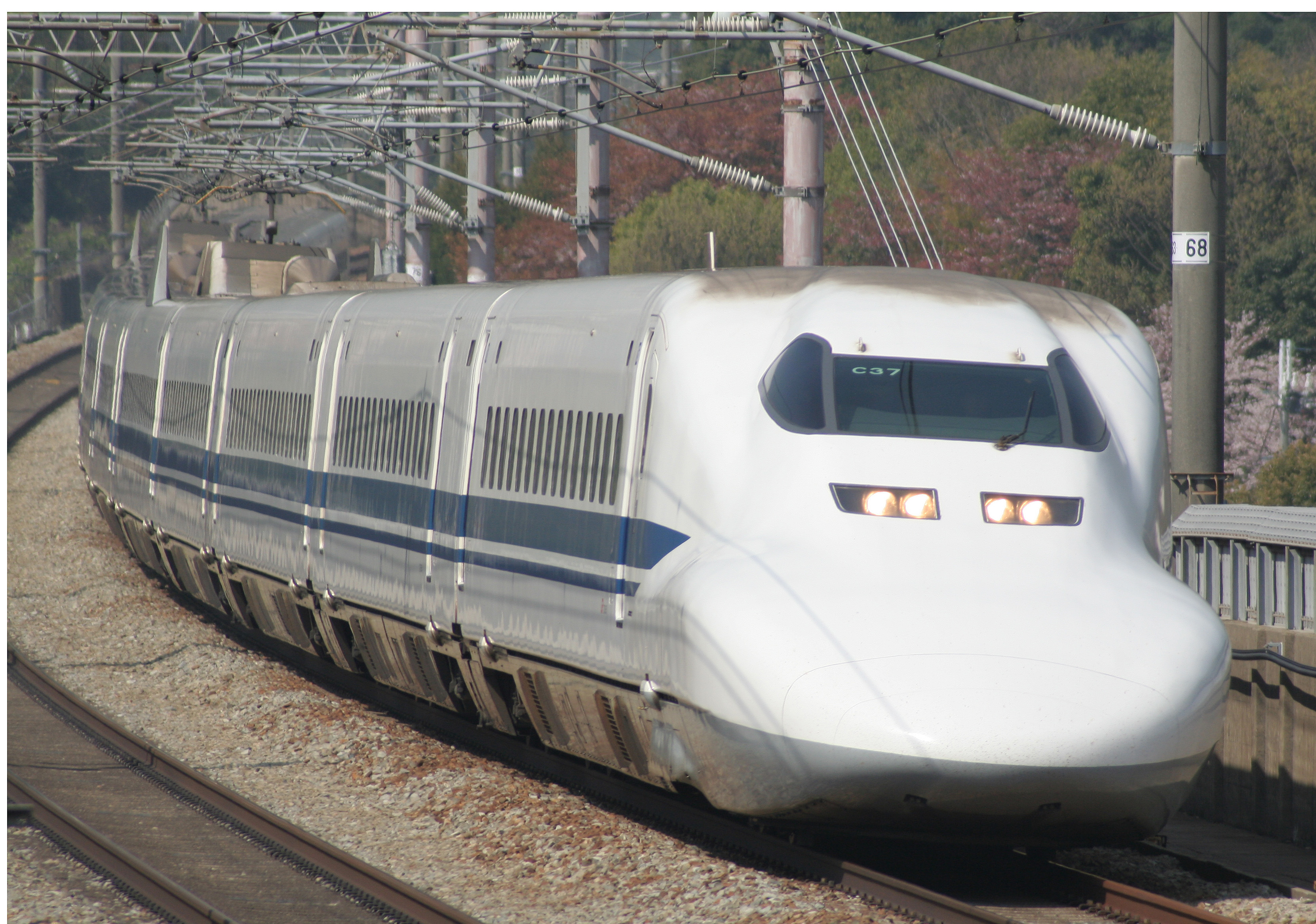
신칸센 700계

## 객차 구성

### 700계 히카리 레일스타[10]
| 호차 | 1      | 2      | 3      | 4      | 5      | 6      | 7           | 8      |
| ---- | ------ | ------ | ------ | ------ | ------ | ------ | ----------- | ------ |
| 좌석 | 자유석 | 자유석 | 자유석 | 지정석 | 지정석 | 지정석 | 지정석      | 지정석 |
| 시설 |        |        |        | 전화   |        |        | 장애인 시설 | 전화   |

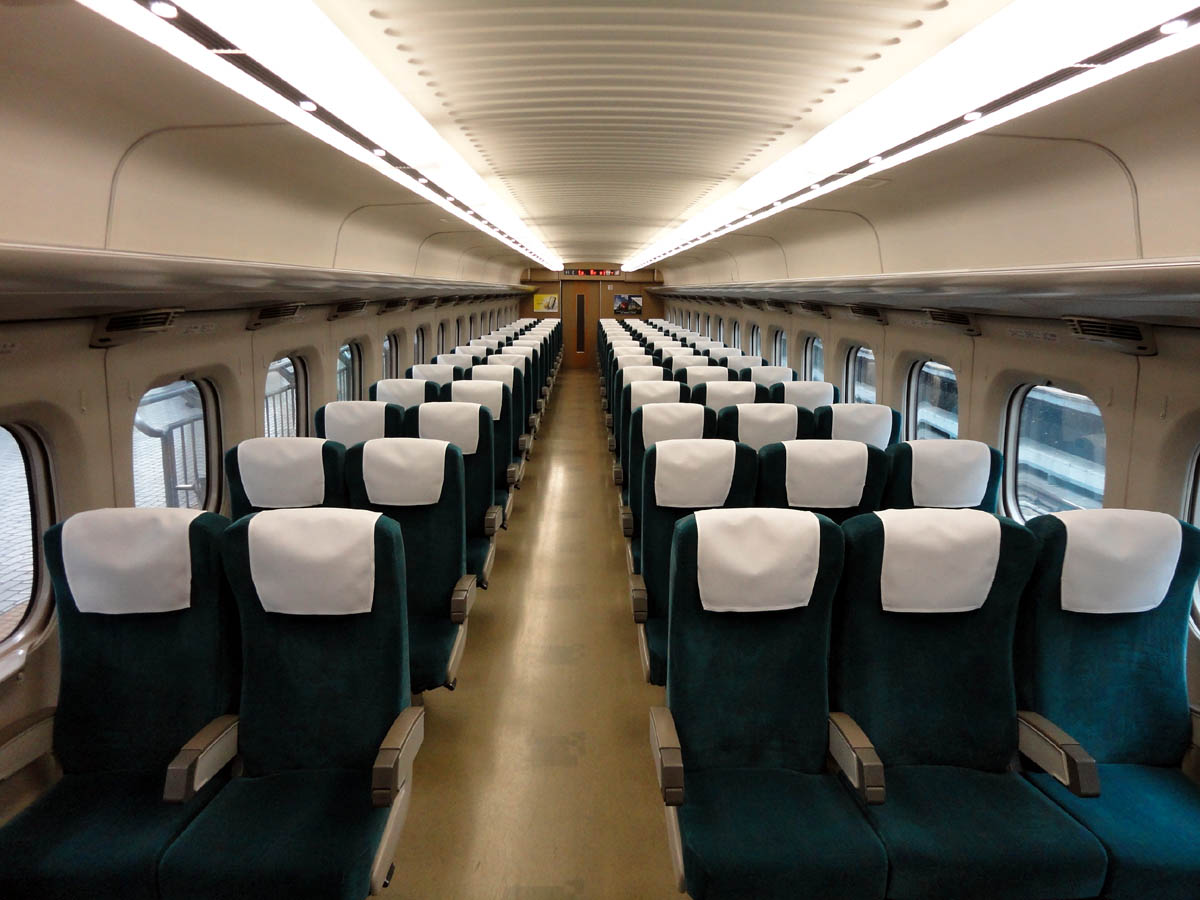
700계 7000번대 자유석
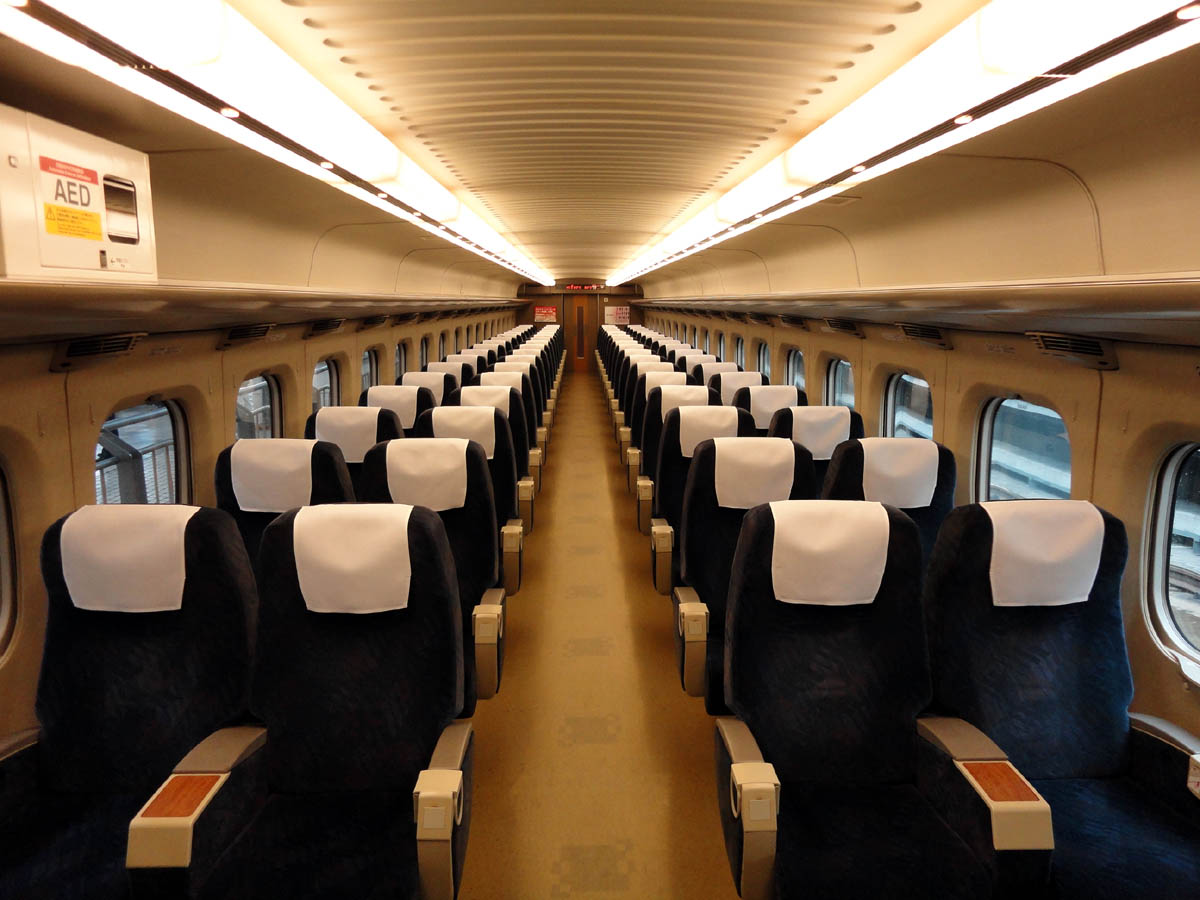
700계 7000번대 지정석

### 700계 (16량 편성)[10]
| 호차 | 1      | 2      | 3      | 4      | 5      | 6      | 7      | 8      | 9      | 10          | 11     | 12     | 13     | 14     | 15     | 16     |
| ---- | ------ | ------ | ------ | ------ | ------ | ------ | ------ | ------ | ------ | ----------- | ------ | ------ | ------ | ------ | ------ | ------ |
| 좌석 | 자유석 | 자유석 | 자유석 | 자유석 | 자유석 | 지정석 | 지정석 | 그린차 | 그린차 | 그린차      | 지정석 | 지정석 | 지정석 | 지정석 | 지정석 | 지정석 |
| 시설 |        | 전화   |        |        |        | 전화   |        |        |        | 장애인 시설 | 전화   |        |        |        | 전화   |        |

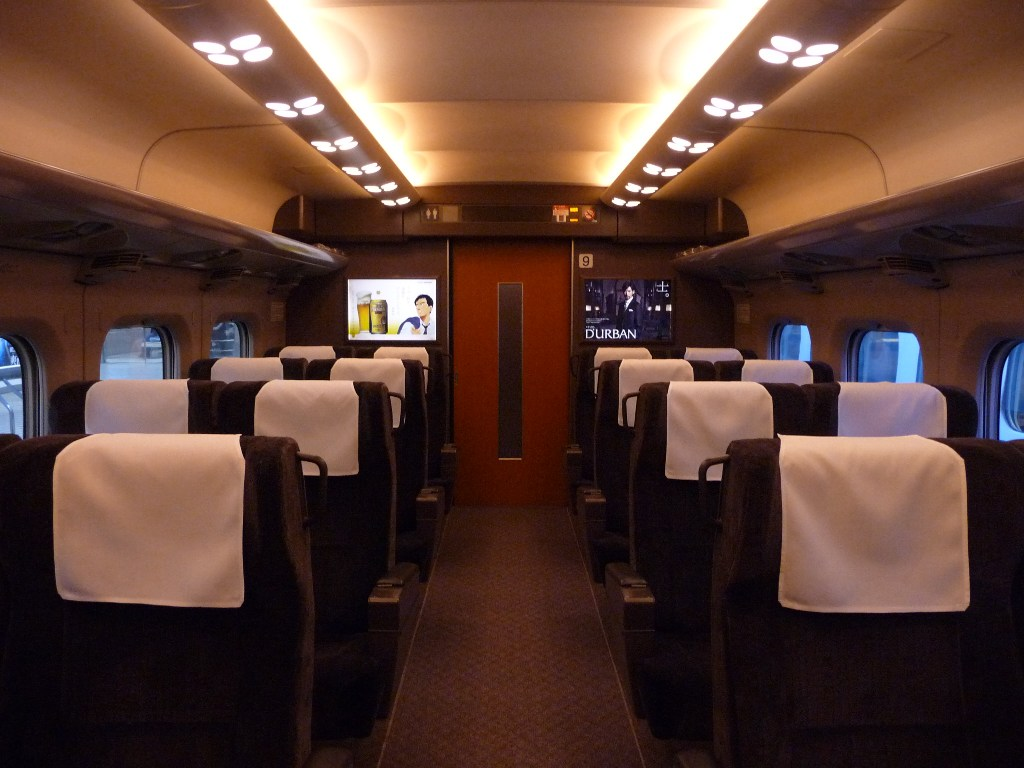
700계 그린차
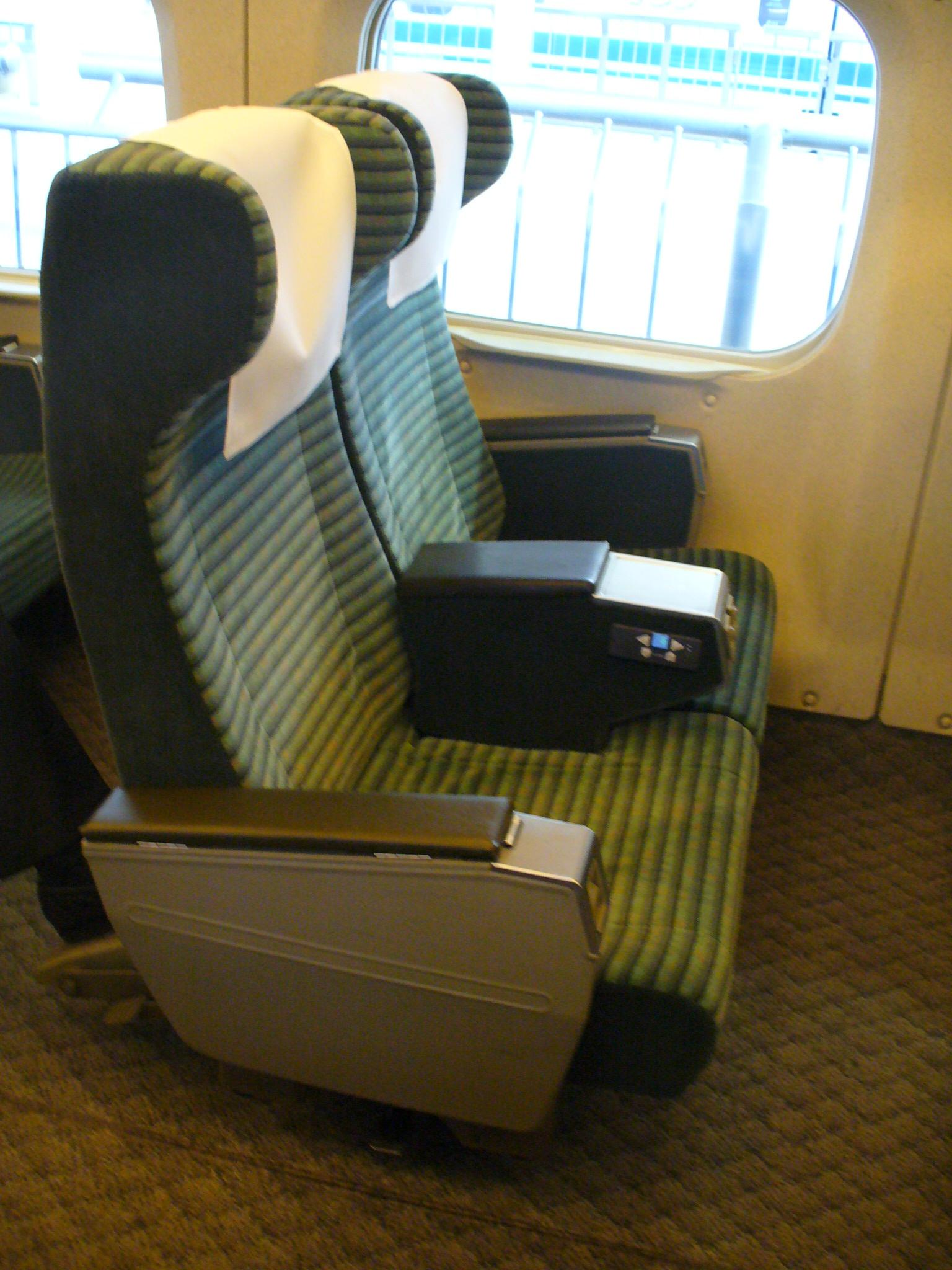
700계 그린차 2인용 좌석
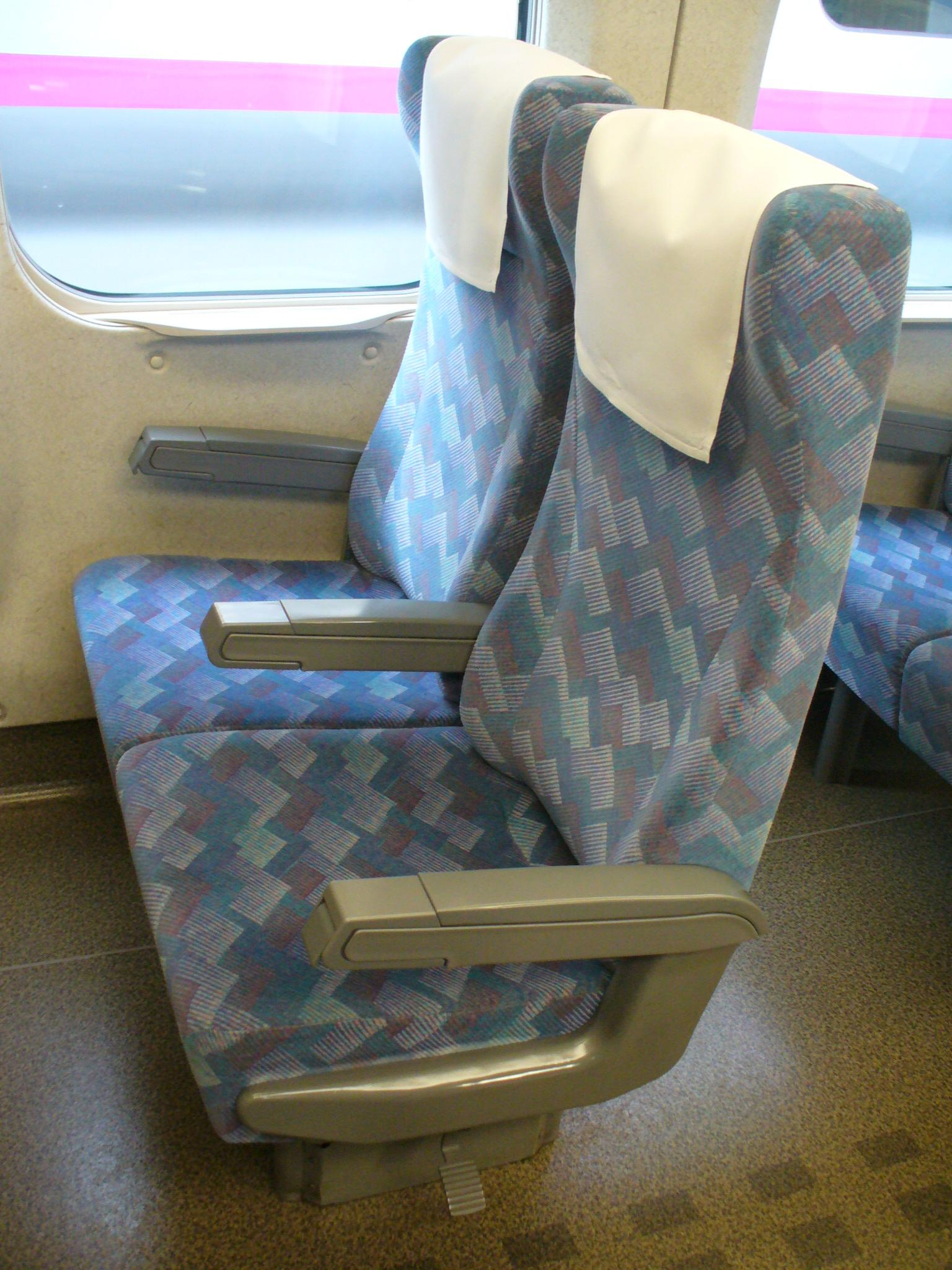
700계 2인용 좌석
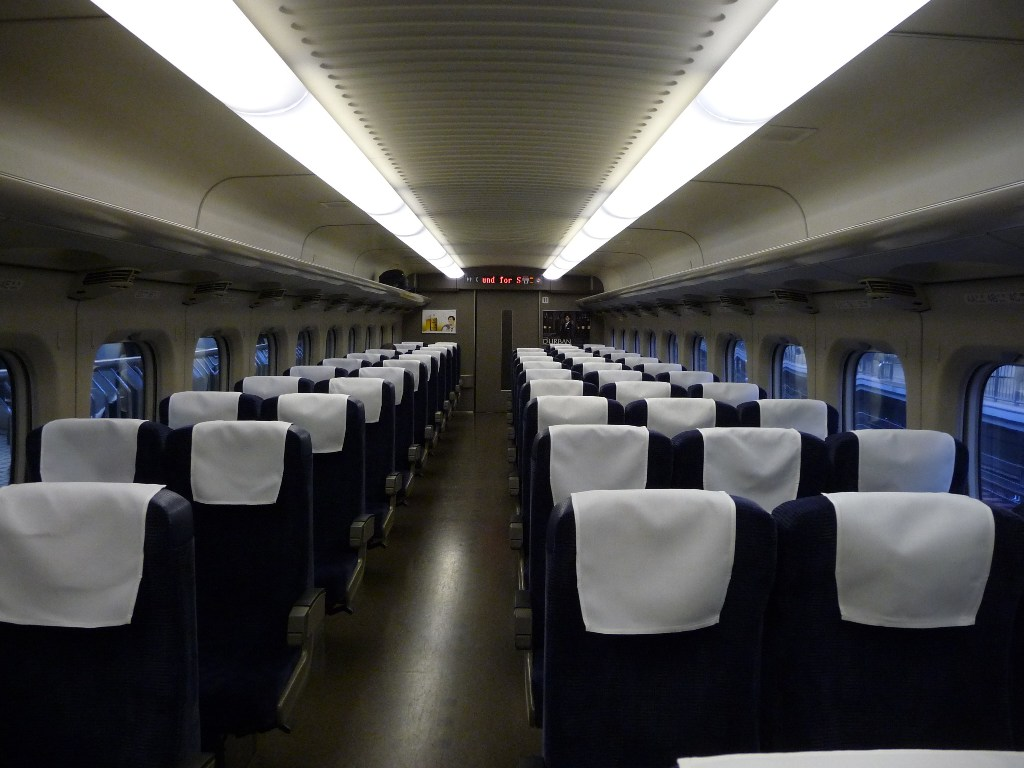
700계 좌석

### N700계[10]
| 호차 | 1      | 2      | 3      | 4      | 5      | 6      | 7           | 8      |
| ---- | ------ | ------ | ------ | ------ | ------ | ------ | ----------- | ------ |
| 좌석 | 자유석 | 자유석 | 자유석 | 지정석 | 지정석 | 그린차 | 지정석      | 지정석 |
| 시설 |        |        | 전화   |        |        |        | 장애인 시설 | 전화   |

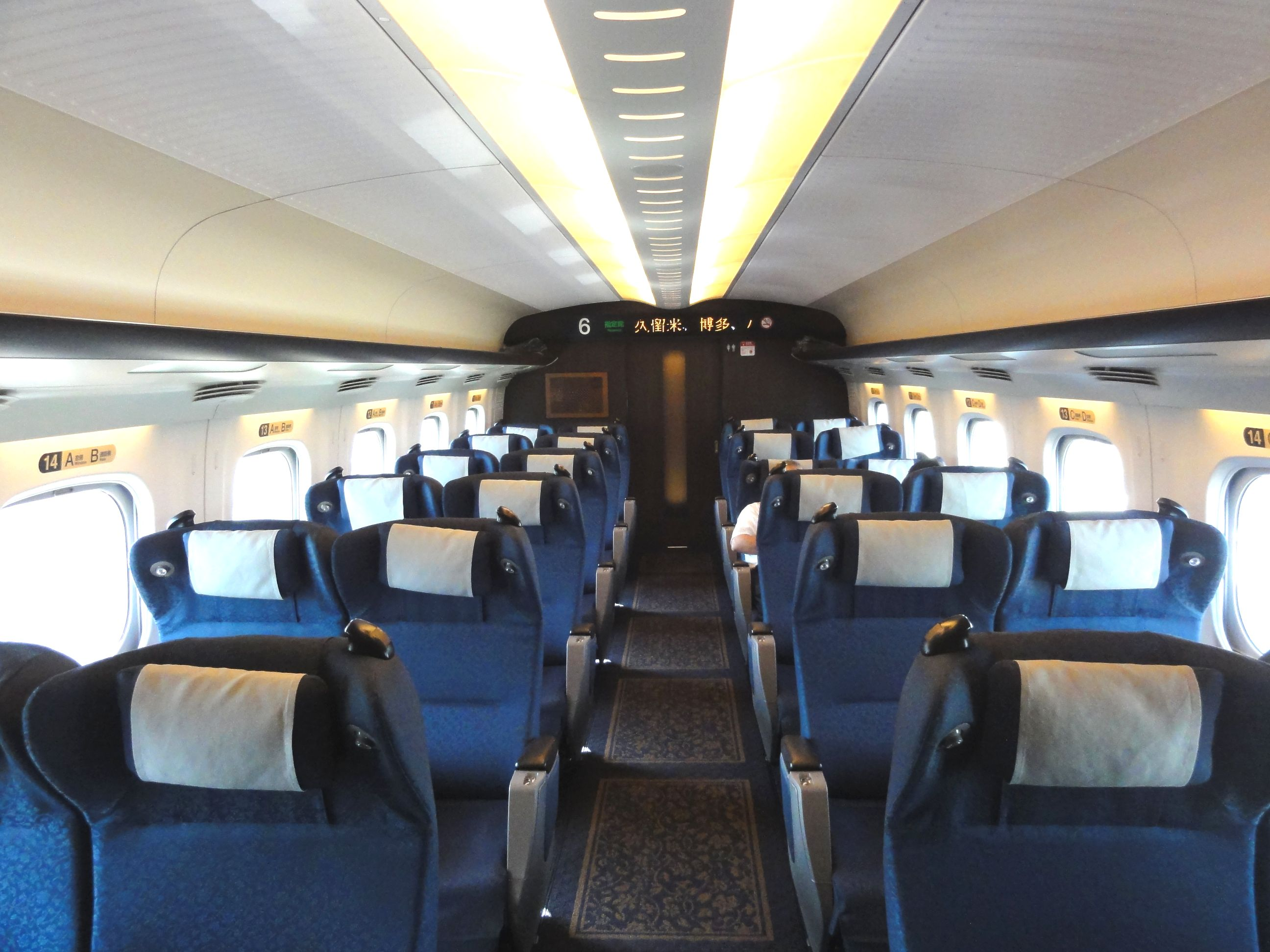
6호차 그린차
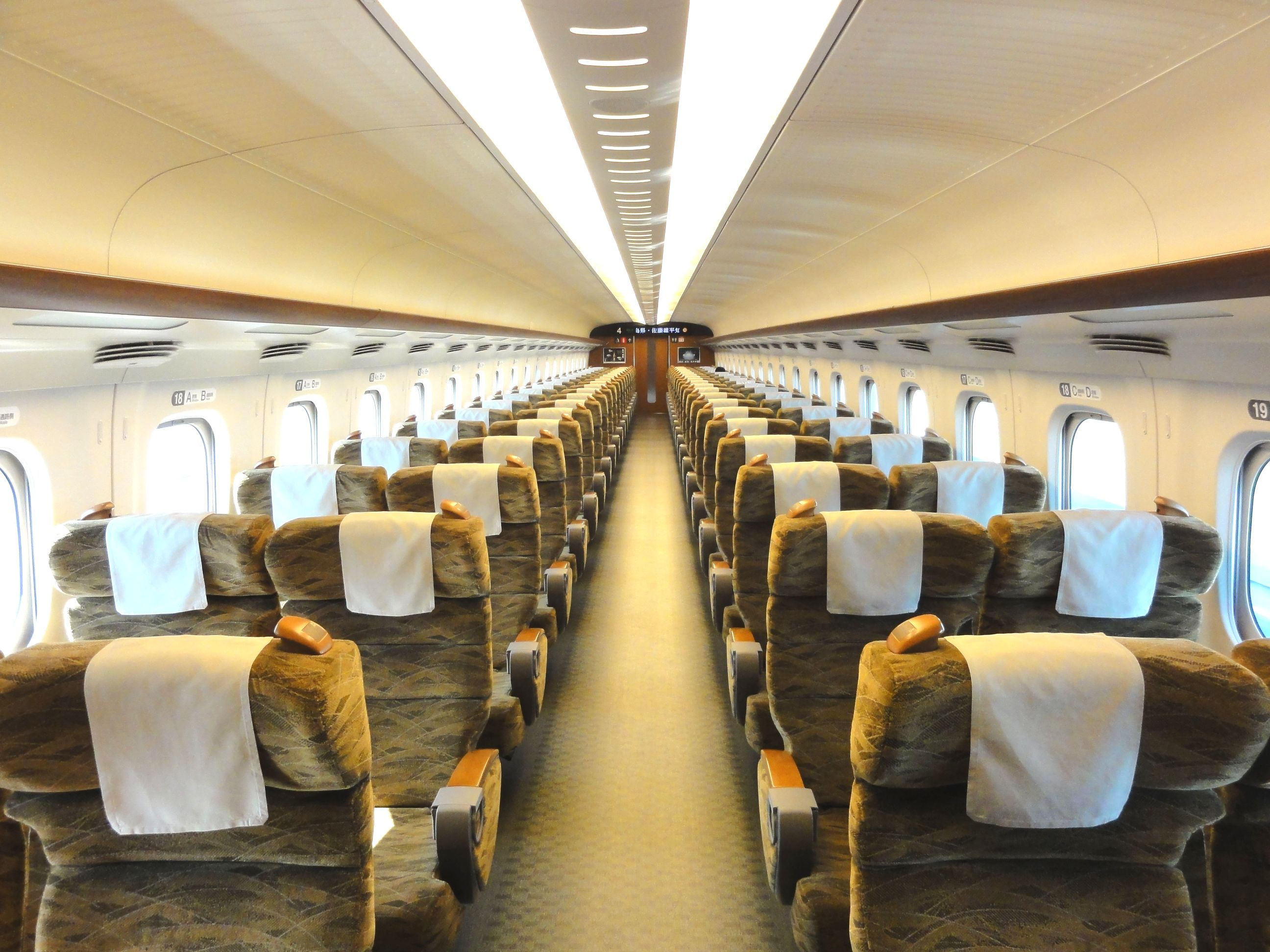
4호차 좌석
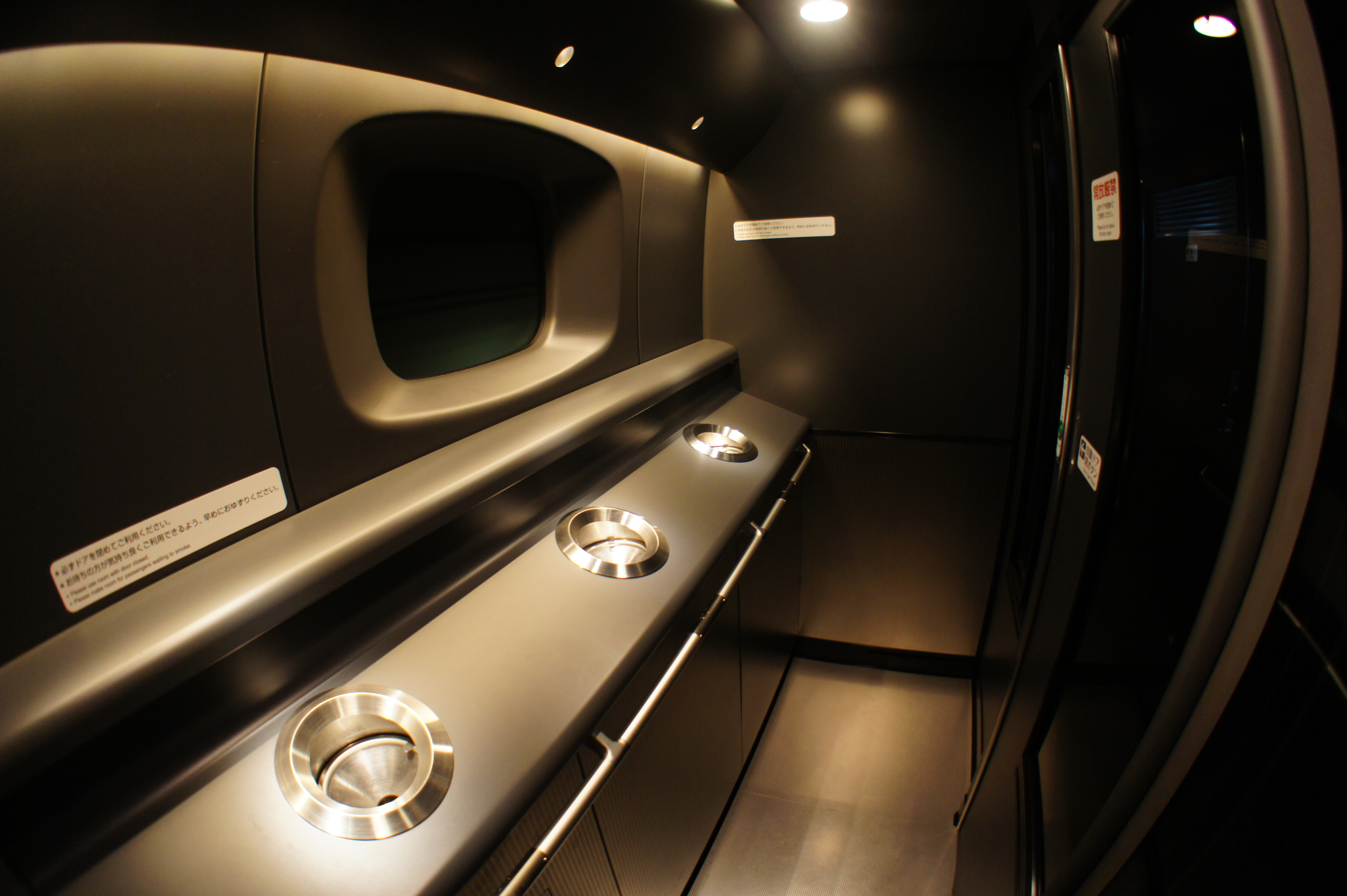
흡연석

### N700계/N700S계 (16량 편성)[10]
| 호차 | 1      | 2      | 3      | 4      | 5      | 6      | 7      | 8      | 9      | 10     | 11          | 12     | 13     | 14     | 15     | 16     |
| ---- | ------ | ------ | ------ | ------ | ------ | ------ | ------ | ------ | ------ | ------ | ----------- | ------ | ------ | ------ | ------ | ------ |
| 좌석 | 자유석 | 자유석 | 자유석 | 자유석 | 자유석 | 지정석 | 지정석 | 그린차 | 그린차 | 그린차 | 지정석      | 지정석 | 지정석 | 지정석 | 지정석 | 지정석 |
| 시설 |        |        |        | 전화   |        |        |        |        |        |        | 장애인 시설 | 전화   |        |        | 전화   |        |

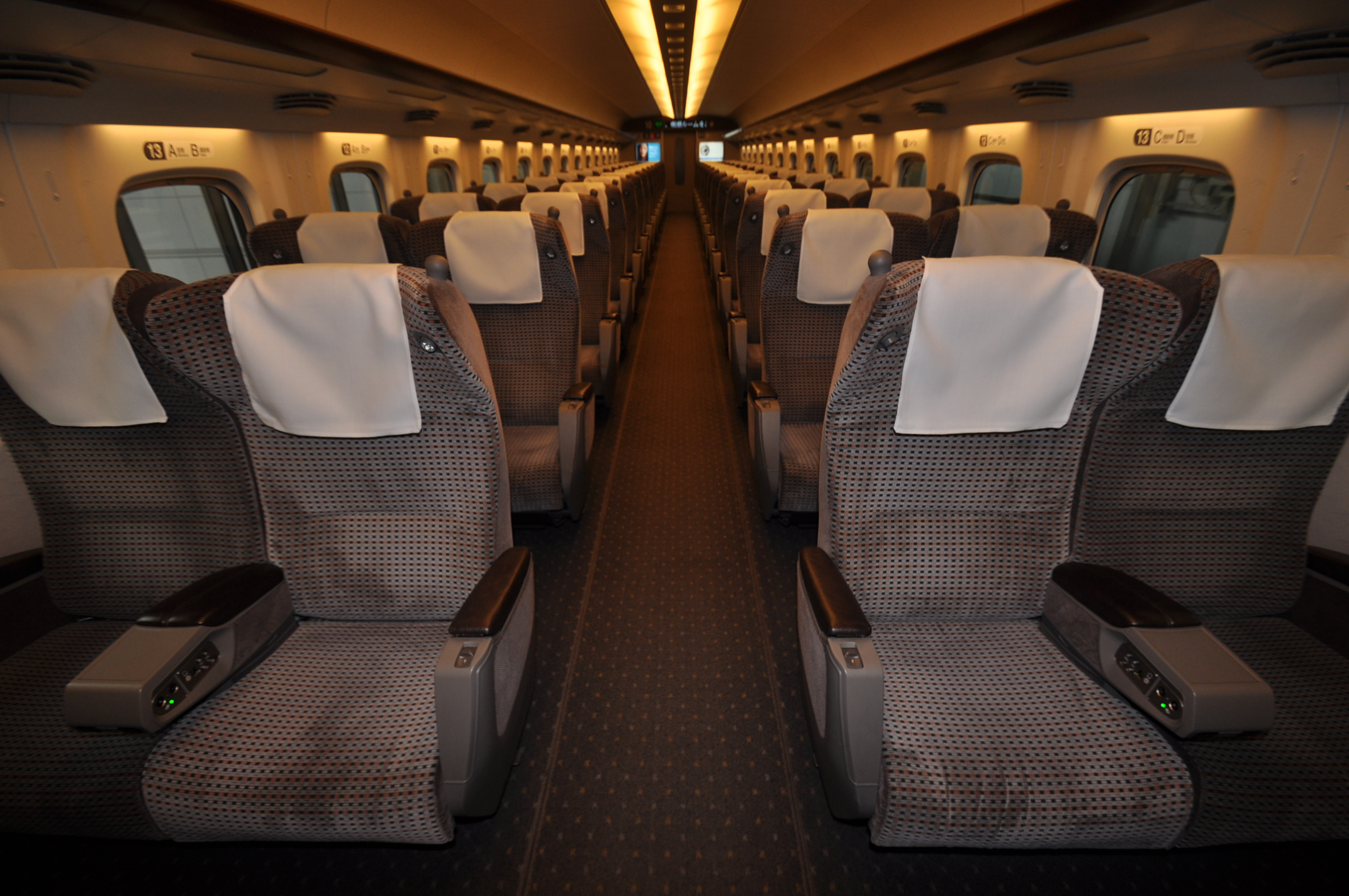
N700계 그린차
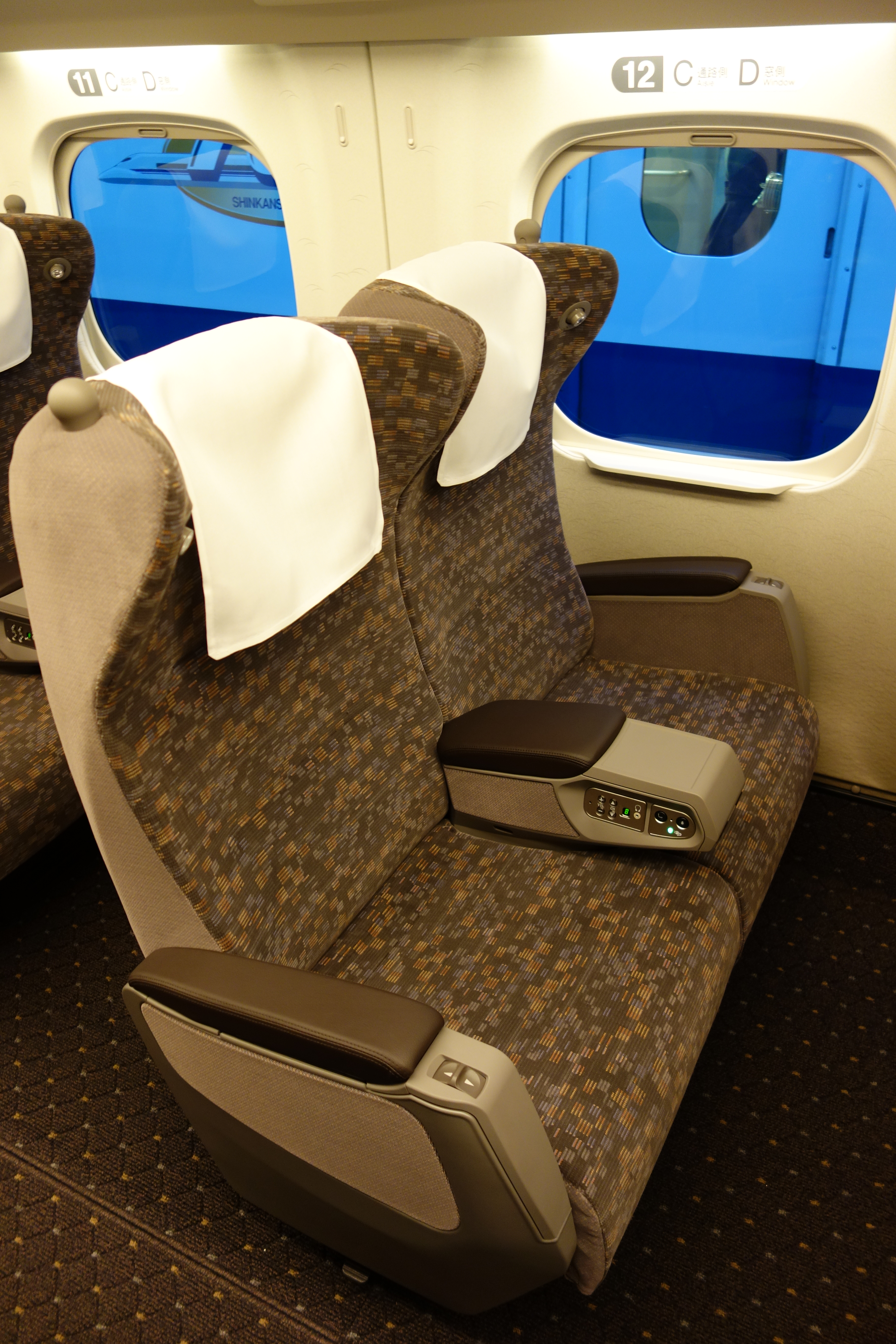
N700계 그린차 2인용 좌석
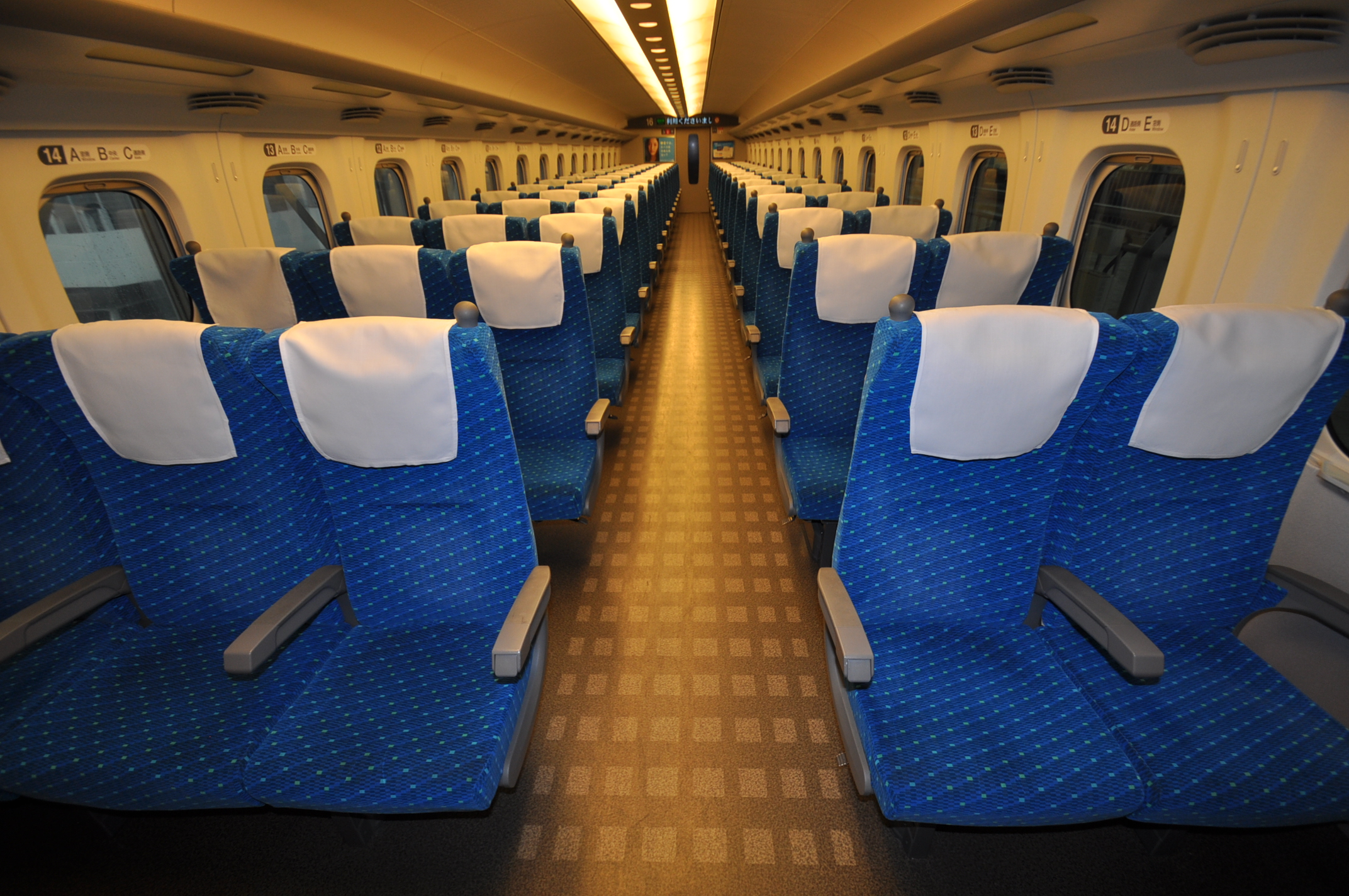
N700계 좌석
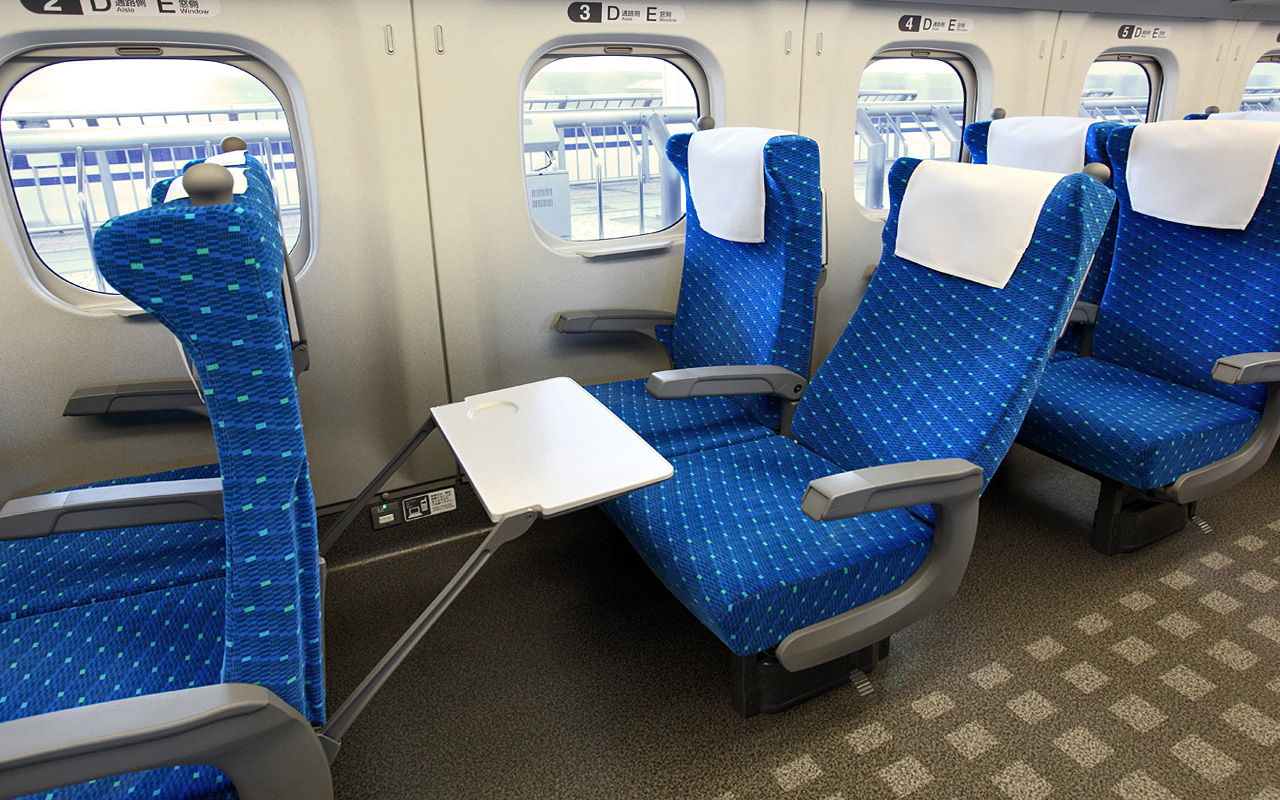
N700계 2인용 좌석
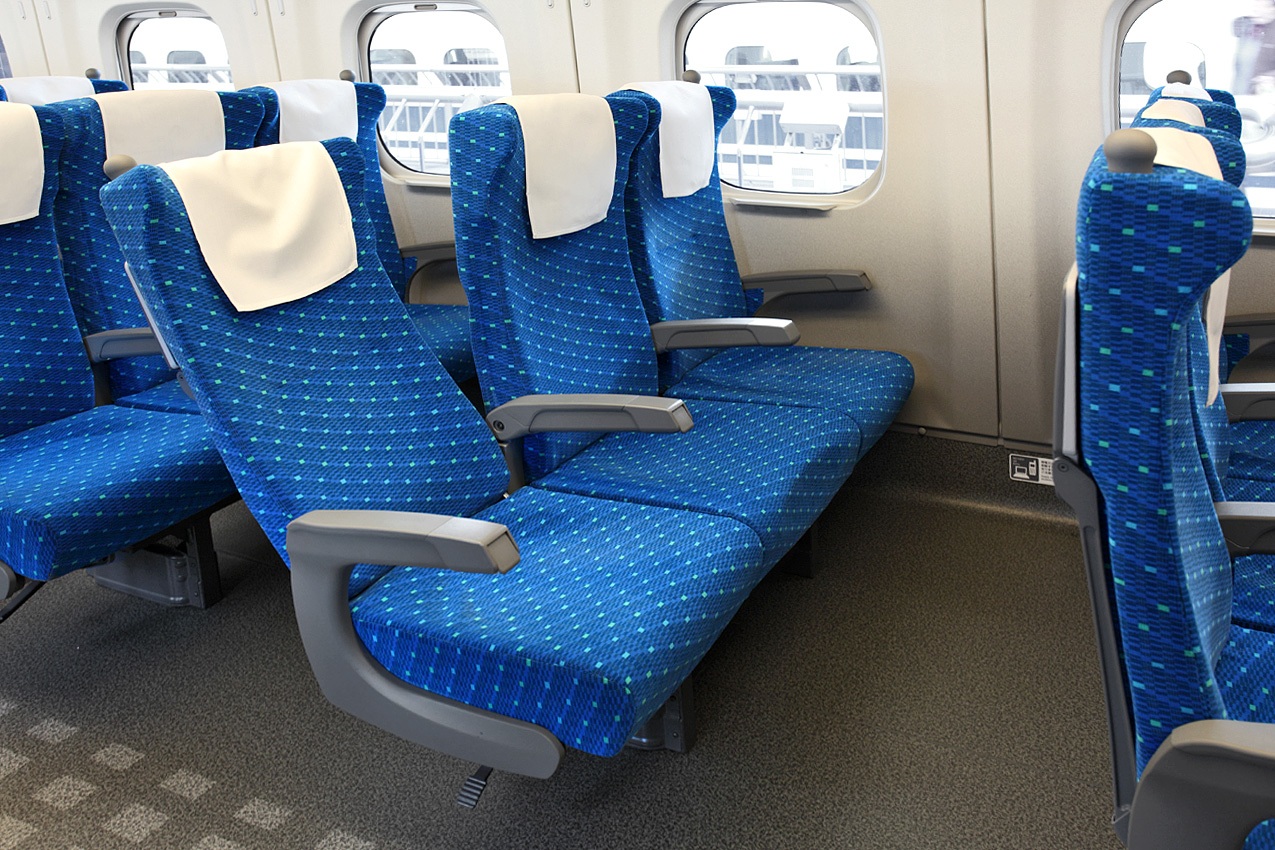
N700계 3인용 좌석
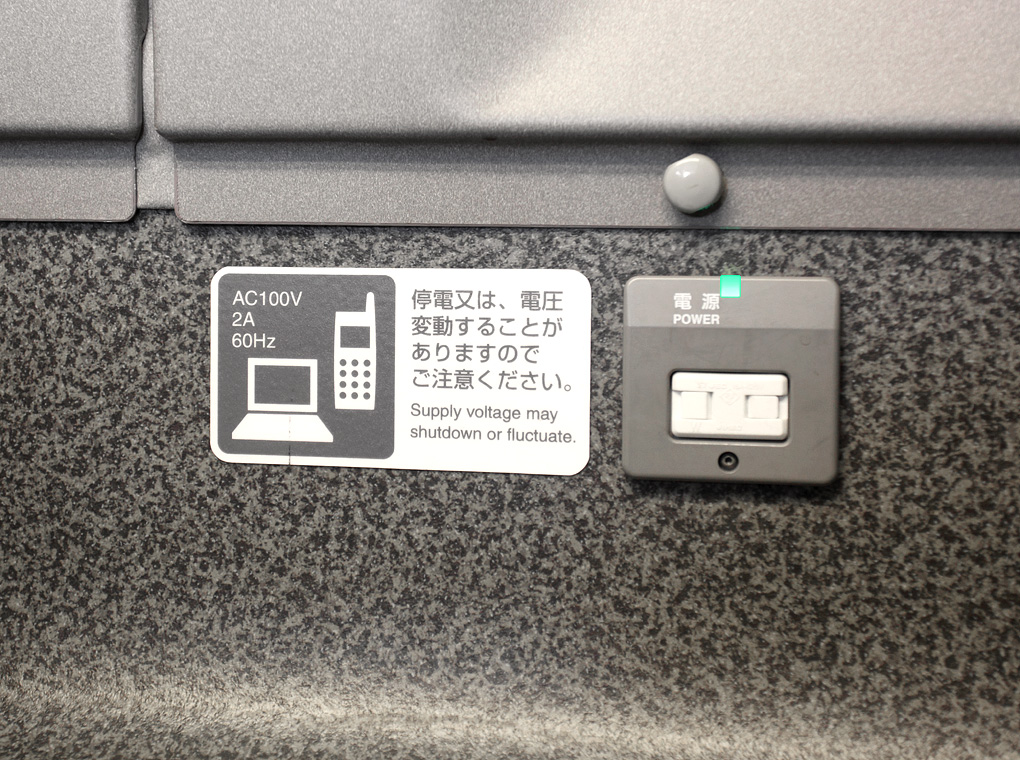
N700계 콘센트